# Sébastien Desabre
Sébastien Desabre (Valence, 2 agosto 1976) è un allenatore di calcio e dirigente sportivo francese, attuale commissario tecnico della nazionale congolese.

## Statistiche

### Statistiche da allenatore

#### Nazionale ugandese
Statistiche aggiornate al 6 luglio 2019.
| Squadra | Naz               | dal              | al            | Record | Record | Record | Record     | Record | Record | Record | Record |
| G       | V                 | N                | P             | GF     | GS     | DR     | % Vittorie |        |        |        |        |
| ------- | ----------------- | ---------------- | ------------- | ------ | ------ | ------ | ---------- | ------ | ------ | ------ | ------ |
| Uganda  | Uganda (bandiera) | 28 dicembre 2017 | 6 luglio 2019 | 15     | 5      | 4      | 6          | 15     | 14     | +1     | 33,33  |

#### Nazionale ugandese nel dettaglio
| 2018             | Uganda        | Qual. Coppa d'Africa 2019 | 1º nel Gruppo L, qualificato | 4  | 3 | 1 | 0 | 75,00 | 6  | 0  | +6 |
| 2019             | Uganda        | Qual. Coppa d'Africa 2019 | 1º nel Gruppo L, qualificato | 1  | 0 | 0 | 1 | &0,00 | 0  | 3  | -3 |
| giu.-lug. 2019   | Uganda        | Coppa d'Africa 2019       | Ottavi di finale             | 4  | 1 | 1 | 2 | 25,00 | 3  | 4  | -1 |
| Dal 2017 al 2019 | Uganda        | Amichevoli                |                              | 6  | 1 | 2 | 3 | 16,67 | 6  | 7  | -1 |
| Totale Uganda    | Totale Uganda | Totale Uganda             | Totale Uganda                | 15 | 5 | 4 | 6 | 33,33 | 15 | 14 | +1 |

#### Panchine da commissario tecnico della nazionale ugandese
| Cronologia completa delle presenze e delle reti in nazionale ― Uganda | Cronologia completa delle presenze e delle reti in nazionale ― Uganda | Cronologia completa delle presenze e delle reti in nazionale ― Uganda | Cronologia completa delle presenze e delle reti in nazionale ― Uganda | Cronologia completa delle presenze e delle reti in nazionale ― Uganda | Cronologia completa delle presenze e delle reti in nazionale ― Uganda | Cronologia completa delle presenze e delle reti in nazionale ― Uganda | Cronologia completa delle presenze e delle reti in nazionale ― Uganda |
| Data                                                                  | Città                                                                 | In casa                                                               | Risultato                                                             | Ospiti                                                                | Competizione                                                          | Reti                                                                  | Note                                                                  |
| --------------------------------------------------------------------- | --------------------------------------------------------------------- | --------------------------------------------------------------------- | --------------------------------------------------------------------- | --------------------------------------------------------------------- | --------------------------------------------------------------------- | --------------------------------------------------------------------- | --------------------------------------------------------------------- |
| 24-3-2018                                                             | Kampala                                                               | Uganda                                                                | 3 – 1                                                                 | São Tomé e Príncipe                                                   | Amichevole                                                            | Joseph Ochaya Murushid Juuko Abraham Ndugwa                           | Cap: D.Onyango                                                        |
| 27-3-2018                                                             | Kampala                                                               | Uganda                                                                | 0 – 0                                                                 | Malawi                                                                | Amichevole                                                            | -                                                                     | Cap: D.Onyango                                                        |
| 30-5-2018                                                             | Niamey                                                                | Rep. Centrafricana                                                    | 1 – 0                                                                 | Uganda                                                                | Amichevole                                                            | -                                                                     | Cap: H.Wasswa                                                         |
| 2-6-2018                                                              | Niamey                                                                | Niger                                                                 | 2 – 1                                                                 | Uganda                                                                | Amichevole                                                            | Farouk Miya                                                           | Cap: D.Onyango                                                        |
| 8-9-2018                                                              | Kampala                                                               | Uganda                                                                | 0 – 0                                                                 | Tanzania                                                              | Qual. Coppa d'Africa 2019                                             | -                                                                     | Cap: D.Onyango                                                        |
| 13-10-2018                                                            | Kampala                                                               | Uganda                                                                | 3 – 0                                                                 | Lesotho                                                               | Qual. Coppa d'Africa 2019                                             | 2 Emmanuel Okwi Farouk Miya                                           | Cap: D.Onyango                                                        |
| 16-10-2018                                                            | Rantsala                                                              | Lesotho                                                               | 0 – 2                                                                 | Uganda                                                                | Qual. Coppa d'Africa 2019                                             | 2 Farouk Miya                                                         | Cap: D.Onyango                                                        |
| 17-11-2018                                                            | Kampala                                                               | Uganda                                                                | 1 – 0                                                                 | Capo Verde                                                            | Qual. Coppa d'Africa 2019                                             | Patrick Kaddu                                                         | Cap: D.Onyango                                                        |
| 20-11-2018                                                            | Abuja                                                                 | Nigeria                                                               | 0 – 0                                                                 | Uganda                                                                | Amichevole                                                            | -                                                                     | Cap: E.Okwi                                                           |
| 24-3-2019                                                             | Dar-es-Salaam                                                         | Tanzania                                                              | 3 – 0                                                                 | Uganda                                                                | Qual. Coppa d'Africa 2019                                             | -                                                                     | Cap: D.Onyango                                                        |
| 1º-6-2019                                                             | KwaZulu-Natal                                                         | Lesotho                                                               | 0 – 0 dts (3 – 2 dtr)                                                 | Uganda                                                                | Amichevole                                                            | Muzamiru Mutyaba Juma Balinya                                         | Cap: ?                                                                |
| 22-6-2019                                                             | Il Cairo                                                              | RD del Congo                                                          | 0 – 2                                                                 | Uganda                                                                | Coppa d'Africa 2019 - 1º turno                                        | Patrick Kaddu Emmanuel Okwi                                           | Cap: D.Onyango                                                        |
| 26-6-2019                                                             | Il Cairo                                                              | Uganda                                                                | 1 – 1                                                                 | Zimbabwe                                                              | Coppa d'Africa 2019 - 1º turno                                        | Emmanuel Okwi                                                         | Cap: D.Onyango                                                        |
| 30-6-2019                                                             | Il Cairo                                                              | Uganda                                                                | 0 – 2                                                                 | Egitto                                                                | Coppa d'Africa 2019 - 1º turno                                        | -                                                                     | Cap: D.Onyango                                                        |
| 5-7-2019                                                              | Il Cairo                                                              | Uganda                                                                | 0 – 1                                                                 | Senegal                                                               | Coppa d'Africa 2019 - Ottavi di finale                                | -                                                                     | Cap: D.Onyango                                                        |
| Totale                                                                |                                                                       | Presenze                                                              | 15                                                                    |                                                                       | Reti                                                                  | 15                                                                    |                                                                       |

#### Nazionale congolese
Statistiche aggiornate al 7 agosto 2022.
| Squadra      | Naz                     | dal           | al       | Record | Record | Record | Record     | Record | Record | Record | Record |
| G            | V                       | N             | P        | GF     | GS     | DR     | % Vittorie |        |        |        |        |
| ------------ | ----------------------- | ------------- | -------- | ------ | ------ | ------ | ---------- | ------ | ------ | ------ | ------ |
| RD del Congo | RD del Congo (bandiera) | 7 agosto 2022 | in corso | 19     | 7      | 8      | 4          | 23     | 12     | +11    | 36,84  |

#### Nazionale congolese nel dettaglio
| 2023                                    | RD del Congo                            | Qual. Coppa d'Africa 2023               | Gruppo I                                | 4  | 3 | 1 | 0 | 75,00 | 8  | 2  | +6  |
| 2023                                    | RD del Congo                            | Qual. Mondiali 2026                     | nel gruppo B                            | 2  | 1 | 0 | 1 | 50,00 | 2  | 1  | +1  |
| gen.-feb. 2024                          | RD del Congo                            | Qual. Coppa d'Africa 2023               | in corso                                | 5  | 1 | 4 | 0 | 20,00 | 6  | 4  | +2  |
| Dal 2022                                | RD del Congo                            | Amichevoli                              |                                         | 8  | 2 | 3 | 3 | 25,00 | 7  | 5  | +2  |
| Totale Repubblica Democratica del Congo | Totale Repubblica Democratica del Congo | Totale Repubblica Democratica del Congo | Totale Repubblica Democratica del Congo | 19 | 7 | 8 | 4 | 36,84 | 23 | 12 | +11 |

#### Panchine da commissario tecnico della nazionale congolese
| Cronologia completa delle presenze e delle reti in nazionale ― RD del Congo | Cronologia completa delle presenze e delle reti in nazionale ― RD del Congo | Cronologia completa delle presenze e delle reti in nazionale ― RD del Congo | Cronologia completa delle presenze e delle reti in nazionale ― RD del Congo | Cronologia completa delle presenze e delle reti in nazionale ― RD del Congo | Cronologia completa delle presenze e delle reti in nazionale ― RD del Congo | Cronologia completa delle presenze e delle reti in nazionale ― RD del Congo | Cronologia completa delle presenze e delle reti in nazionale ― RD del Congo |
| Data                                                                        | Città                                                                       | In casa                                                                     | Risultato                                                                   | Ospiti                                                                      | Competizione                                                                | Reti                                                                        | Note                                                                        |
| --------------------------------------------------------------------------- | --------------------------------------------------------------------------- | --------------------------------------------------------------------------- | --------------------------------------------------------------------------- | --------------------------------------------------------------------------- | --------------------------------------------------------------------------- | --------------------------------------------------------------------------- | --------------------------------------------------------------------------- |
| 23-9-2022                                                                   | Casablanca                                                                  | Burkina Faso                                                                | 1 – 0                                                                       | RD del Congo                                                                | Amichevole                                                                  | -                                                                           | Cap: N.Kebano                                                               |
| 27-9-2022                                                                   | Casablanca                                                                  | RD del Congo                                                                | 3 – 0                                                                       | Sierra Leone                                                                | Amichevole                                                                  | Phillippe Kinzumbi Edo Kayembe Meschak Elia                                 | Cap: E.Kayembe                                                              |
| 24-3-2023                                                                   | Lubumbashi                                                                  | RD del Congo                                                                | 3 – 1                                                                       | Mauritania                                                                  | Qual. Coppa d'Africa 2023                                                   | Gael Kakuta Cédric Bakambu Arthur Masuaku                                   | Cap:C.Mbemba                                                                |
| 29-3-2023                                                                   | Nouakchott                                                                  | Mauritania                                                                  | 1 – 1                                                                       | RD del Congo                                                                | Qual. Coppa d'Africa 2023                                                   | Cédric Bakambu                                                              | Cap:C.Mbemba                                                                |
| 14-6-2023                                                                   | Lubumbashi                                                                  | RD del Congo                                                                | 1 – 0                                                                       | Uganda                                                                      | Amichevole                                                                  | Theo Bongonda (rig.)                                                        |                                                                             |
| 18-6-2023                                                                   | Franceville                                                                 | Gabon                                                                       | 0 – 2                                                                       | RD del Congo                                                                | Qual. Coppa d'Africa 2023                                                   | Aaron Tshibola Fiston Mayele                                                | Cap:C.Mbemba                                                                |
| 9-9-2023                                                                    | Kinshasa                                                                    | RD del Congo                                                                | 2 – 0                                                                       | Sudan                                                                       | Qual. Coppa d'Africa 2023                                                   | Theo Bongonda Fiston Mayele                                                 | Cap:C.Mbemba                                                                |
| 12-9-2023                                                                   | Soweto                                                                      | Sudafrica                                                                   | 1 – 0                                                                       | RD del Congo                                                                | Amichevole                                                                  | -                                                                           | Cap: C.Akolo                                                                |
| 13-10-2023                                                                  | Murcia                                                                      | Nuova Zelanda                                                               | 1 – 1                                                                       | RD del Congo                                                                | Amichevole                                                                  | Cédric Bakambu                                                              | Cap:C.Mbemba                                                                |
| 17-10-2023                                                                  | Setubal                                                                     | Angola                                                                      | 0 – 0                                                                       | RD del Congo                                                                | Amichevole                                                                  | -                                                                           | Cap:C.Mbemba                                                                |
| 15-11-2023                                                                  | Kinshasa                                                                    | RD del Congo                                                                | 2 – 0                                                                       | Mauritania                                                                  | Qual. Mondiali 2026                                                         | Yoane Wissa Theo Bongonda                                                   | Cap:C.Mbemba                                                                |
| 19-11-2023                                                                  | Benina                                                                      | Sudan                                                                       | 1 – 0                                                                       | RD del Congo                                                                | Qual. Mondiali 2026                                                         |                                                                             | Cap:C.Mbemba                                                                |
| 6-1-2024                                                                    | Dubai                                                                       | RD del Congo                                                                | 0 – 0                                                                       | Angola                                                                      | Amichevole                                                                  | -                                                                           |                                                                             |
| 10-1-2024                                                                   | Abu Dhabi                                                                   | RD del Congo                                                                | 1 – 2                                                                       | Burkina Faso                                                                | Amichevole                                                                  | Chancel Mbemba                                                              | Cap:C.Mbemba                                                                |
| 17-1-2024                                                                   | San-Pédro                                                                   | RD del Congo                                                                | 1 – 1                                                                       | Zambia                                                                      | Coppa d'Africa 2023 - 1º turno                                              | Yoane Wissa                                                                 | Cap: C.Mbemba                                                               |
| 21-1-2024                                                                   | San-Pédro                                                                   | Marocco                                                                     | 1 – 1                                                                       | RD del Congo                                                                | Coppa d'Africa 2023 - 1º turno                                              | Silas Katompa Mvumpa                                                        | Cap: C.Mbemba                                                               |
| 24-1-2024                                                                   | Korhogo                                                                     | Tanzania                                                                    | 0 – 0                                                                       | RD del Congo                                                                | Coppa d'Africa 2023 - 1º turno                                              | -                                                                           | Cap: C.Mbemba                                                               |
| 28-1-2024                                                                   | San-Pédro                                                                   | Egitto                                                                      | 1 – 1 dts (7 - 8 dtr)                                                       | RD del Congo                                                                | Coppa d'Africa 2023 - Ottavi di finale                                      | Meschak Elia                                                                | Cap: C.Mbemba                                                               |
| 2-2-2024                                                                    | Abidjan                                                                     | RD del Congo                                                                | 3 – 1                                                                       | Guinea                                                                      | Coppa d'Africa 2023 - Quarti di finale                                      | Chancel Mbemba Yoane Wissa (rig.) Arthur Masuaku                            | Cap: C.Mbemba                                                               |
| Totale                                                                      |                                                                             | Presenze                                                                    | 19                                                                          |                                                                             | Reti                                                                        | 23                                                                          |                                                                             |

## Palmarès

### Club

#### Competizioni nazionali
- Coppa della Costa d'Avorio: 1

ASEC Mimosas: 2011
- Coppa Félix Houphouët-Boigny: 1

ASEC Mimosas: 2012
- Campionato camerunese: 1

Cotonsport Garoua: 2013
- Girabola: 1

Libolo: 2015

#### Competizioni internazionali
- CAF Champions League: 1

Wydad Casablanca: 2017